# Blovice
Blovice (en allemand : Blowitz) est une ville du district de Plzeň-Sud, dans la région de Plzeň, en République tchèque. Sa population s'élevait à 4 127 habitants en 2021.

## Géographie
Blovice se trouve à 6 km au sud-ouest du centre de Spálené Poříčí, à 22 km au sud-est de Plzeň et à 85 km au sud-ouest de Prague.

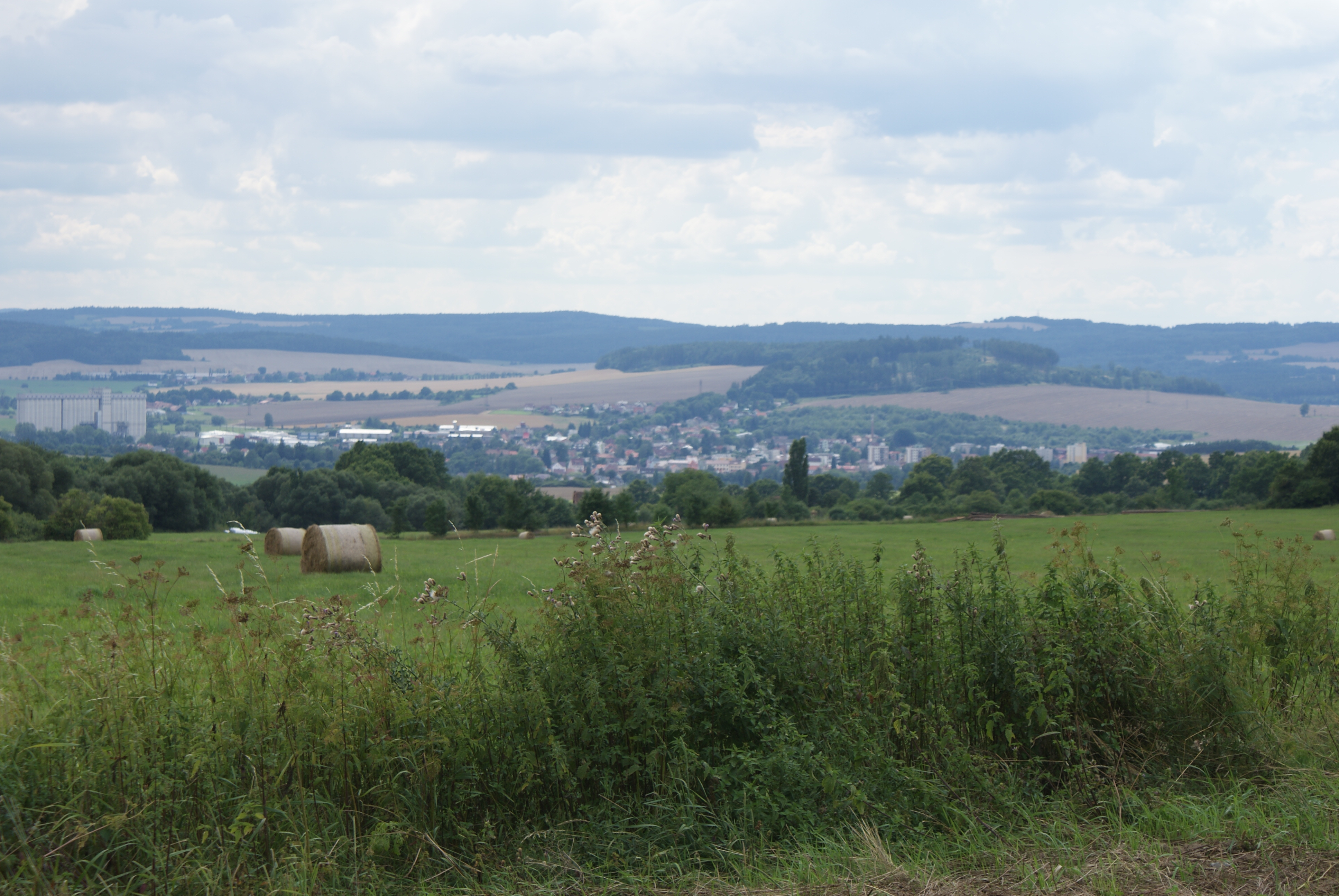
Blovice : vue générale.

La commune est limitée par Zdemyslice et Žákava au nord, par Spálené Poříčí à l'est, par Louňová au sud-est, par Ždírec et Měcholupy au sud, et par Chocenice et Seč à l'ouest.

## Histoire
La première mention écrite de la localité date de 1284.

## Administration
La commune se compose de neuf sections :
- Blovice
- Bohušov
- Hradiště
- Hradišťská Lhotka
- Hradišťský Újezd
- Komorno
- Stará Huť
- Štítov
- Vlčice

## Transports
Par la route, Blovice se trouve à 7 km de Spálené Poříčí, à 26 km de Plzeň et à 103 km de Prague.

## Jumelages
- Teublitz (Allemagne)
- Triptis (Allemagne)